# Алфред Гузенбауер
Алфред Гузенбауер (8. фебруар 1960, Санкт Пелтен, Аустрија) је био 27. по реду канцелар Аустрије, политичар и вођа Социјалдемократске партије Аустрије.
Изабран је за канцелара у јануару 2007. године када је заменио Волфганга Шисела.